# Episodi de La signora del West (prima stagione)
La prima stagione della serie televisiva statunitense La signora del West è stata trasmessa negli Stati Uniti dal 1º gennaio al 22 maggio 1993.
| nº  | Titolo originale                 | Titolo italiano                        | Prima TV USA     | Prima TV Italia |
| --- | -------------------------------- | -------------------------------------- | ---------------- | --------------- |
| 1 2 | Pilot                            | Donna medicina (prima e seconda parte) | 1º gennaio 1993  |                 |
| 1 2 | Pilot                            | Donna medicina (prima e seconda parte) | 1º gennaio 1993  |                 |
| 3   | Epidemic                         | Epidemia                               | 2 gennaio 1993   |                 |
| 4   | The Visitor                      | Un ospite di riguardo                  | 9 gennaio 1993   |                 |
| 5   | Law Of The Land                  | La legge della terra                   | 16 gennaio 1993  |                 |
| 6   | The Healing                      | Guarigione                             | 23 gennaio 1993  |                 |
| 7   | Father's Day                     | Il ritorno di papà                     | 30 gennaio 1993  |                 |
| 8   | Bad Water                        | Veleno                                 | 6 febbraio 1993  |                 |
| 9   | The Great American Medicine Show | Il ciarlatano                          | 13 febbraio 1993 |                 |
| 10  | A Cowboy's Lullaby               | La ninna nanna del cowboy              | 20 febbraio 1993 |                 |
| 11  | Running Ghost                    | La leggenda del bisonte bianco         | 27 febbraio 1993 |                 |
| 12  | The Prisoner                     | Il prigioniero                         | 13 marzo 1993    |                 |
| 13  | Happy Birthday                   | Il compleanno                          | 27 marzo 1993    |                 |
| 14  | Rite Of Passage                  | Riti di passaggio                      | 10 aprile 1993   |                 |
| 15  | Heroes                           | Eroi                                   | 1º maggio 1993   |                 |
| 16  | The Operation                    | Salto nel vuoto                        | 8 maggio 1993    |                 |
| 17  | The Secret                       | Il segreto                             | 15 maggio 1993   |                 |
| 18  | Portraits                        | Il ritratto                            | 22 maggio 1993   |                 |

## Donna medicina (prima e seconda parte)
- Titolo originale: Pilot
- Diretto da: Jeremy Kagan
- Scritto da: Beth Sullivan

### Trama
Michaela Anne Quinn è un'affascinante medico di Boston nata il 15 febbraio 1833. In una società che ancora non contempla l'emancipazione femminile, Michaela riesce a praticare la sua professione solo nello studio medico paterno. Alla morte del padre però, nessuno dei suoi pazienti si rivolge più a lei e decide quindi di dare una svolta alla sua vita rispondendo a un annuncio di una piccola cittadina del West che richiede la presenza fissa di un medico per i suoi abitanti. Purtroppo la piccola realtà cittadina di Colorado Springs è ancora più ottusa di quella di città: l'unica figura medica è sempre stata quella del barbiere e quindi nessuno crede che una donna possa essere un medico. Nonostante la freddezza della maggior parte della popolazione, il Dr. Mike riesce comunque ad avere appoggio da due persone molto particolari: Charlotte e Sully. La prima, proprietaria dell'unica pensione delle vicinanze e ostetrica della città, cerca con il suo aiuto di ambientarla nella realtà locale e aiutarla a cavarsela da sola, mentre Sully le offre in affitto la sua vecchia casa, abbandonata dopo la morte della moglie per andare a vivere fra gli indiani Cheyenne, per i quali da molto tempo cerca di negoziare la pace con la cavalleria. Quando Charlotte muore per il morso di un serpente, sul letto di morte fa promettere al Dr. Mike di prendersi cura dei suoi 3 figli: Matthew, Colleen e Brian, che hanno rispettivamente 16, 11 e 8 anni.
Il loro iniziale rapporto con la mamma adottiva è molto conflittuale: la dottoressa Quinn è single e inesperta in fatto di bambini e cerca di fare del suo meglio per farli sentire a casa. Quando Brian fugge, lei va a cercarlo e si ritrova in un campo indiano, dove trova Sully. Incontra il capo Cheyenne Pentola nera che le offre l'aiuto di alcuni uomini per cercare Brian. Riescono a trovarlo, nonostante l'esercito cerchi di catturare gli indiani che la stanno aiutando. Dopo che essi vengono attaccati dall'esercito a Sandcreek, Michaela estrae un proiettile dal collo di Pentola Nera e lui le dà il nome di “Donna Medicina”.
Grazie all'enorme volontà e impegno della donna, i ragazzi capiscono che sarà un'ottima madre e che li amerà molto. Nell'ambito lavorativo, nonostante sia riuscita a salvare Emily, una giovane ragazza che sarebbe probabilmente morta di parto, gli abitanti di Colorado Springs continuano ad essere molto freddi con il nuovo medico e quando la moglie di Loren Bray muore a causa di un attacco di cuore, l'uomo, che era stato avvisato delle precarie condizioni di salute della moglie proprio dal Dr. Quinn, la incolpa direttamente della sua perdita. Alla fine grazie all'aiuto e al supporto dei ragazzi e di Sully, Michaela, anche se con ancora un po' di riluttanza, viene definitivamente accettata come medico della città.

## Epidemia
- Titolo originale: Epidemic
- Diretto da: Chuck Bowman
- Scritto da: Beth Sullivan

### Trama
Una terribile influenza colpisce la città di Colorado Springs e il dottor Mike deve stare a contatto con i malati per curarli, ma non ha una clinica per i suoi pazienti. Quella che prima era una pensione tenuta da Charlotte, viene trasformata temporaneamente in una clinica. I cittadini si chiedono però se una donna sia in grado di gestire una situazione simile.
Dopo un po' anche Michaela si ammala di influenza e Sully, preoccupato, manda a chiamare uno dei suoi più cari amici indiani: Nube Che Corre. Grazie alle medicine di quest'ultimo Michaela e gli ammalati del paese riescono a guarire.

## Un ospite di riguardo
- Titolo originale: The Visitor
- Diretto da: Victoria Hochberg
- Scritto da: Cathleen Young

### Trama
A Colorado Springs arriva Elizabeth Quinn, madre del Dr. Mike che, molto preoccupata dopo aver ricevuto una lettera da Matthew in cui veniva informata delle gravi condizioni della figlia durante l'epidemia di influenza, decide di andarsi a sincerare della situazione. Appena arrivata, l'arcigna signora non fa segreto della sua profonda disapprovazione nei riguardi della scelta di vita della figlia e critica molto la sua scelta di volersi fare carico di una famiglia non sua, intimandole ripetutamente di riportare i piedi a terra e tornare alla sua realtà: Boston. In città un grave incidente provoca a Robert E. gravissime ustioni; Michaela lo assiste, ma non avendo nessun posto dove poterlo ricoverare, decide di portarlo a casa sua in modo da poterlo seguire costantemente e nel migliore dei modi. L'incidente fa capire al Dr. Mike che ha bisogno di un posto dove poter assistere e ricoverare i suoi malati e pensa quindi di rivolgersi alla banca di Denver per ottenere un prestito e comprare la vecchia pensione di Charlotte; la banca le rifiuta il prestito perché secondo la politica dell'istituto finanziario, una donna sola, anche se medico, non può offrire nessuna garanzia. Inaspettatamente l'intransigente madre, che nel frattempo ha avuto modo di trovarsi faccia a faccia con la nuova vita della figlia, si rivolge alla banca in qualità di ricca vedova di un importante medico di Boston riuscendo ad acquistare la pensione, regalandola alla figlia.

## La legge della terra
- Titolo originale: Law Of The Land
- Diretto da: James Keach
- Scritto da: Toni Perling

### Trama
Matthew si invaghisce di Ingrid, giovane e bella ragazza svedese ospite del campo immigranti di Colorado Springs. Le condizioni di vita all'interno del campo sono di assoluta fame e povertà e così Matthew e Jon, il fratello di Ingrid, decidono di rubare e macellare una delle mucche della mandria della signora Olive. La donna denuncia il fatto e l'intera città imprigiona Jon condannandolo all'impiccagione. Il Dr. Mike allora si mette alla ricerca di uno sceriffo che garantisca l'incolumità del giovane sino all'inizio del processo. La sua ricerca termina quando Kid Cole, un vecchio e ammalato pistolero desideroso di un posto tranquillo dove poter trascorrere la convalescenza dalla tubercolosi, arriva in città e accetta la proposta di assumere temporaneamente la carica di sceriffo.
Nel frattempo la coscienza di Matthew è presa in un gravoso dilemma: da una parte è consapevole di essere colpevole quanto Jon del furto, ma dall'altra sa di essere legato alla promessa di prendersi cura della numerosa famiglia del ragazzo quando verrà emessa la sua condanna a morte. Il peso grava troppo sull'anima del giovane che decide di confessarlo alla madre. Quando Michaela viene a sapere del coinvolgimento del figlio cerca di muovere a compassione Olive che all'inizio è irremovibile, ma quando viene a conoscenza della complicità di Matthew, figlio della sua più grande amica Charlotte, decide di ritirare la denuncia obbligando però i due ragazzi a lavorare onestamente per lei. Intanto Brian e Sully in escursione nei boschi, si imbattono in un cerbiatto ferito che il piccolo decide di tenere e curare. Il bambino si affeziona molto alla bestiola e gli dà anche un nome: "Byron", nome di battesimo del suo eroe Sully, che in realtà odia profondamente quel nome.

## Guarigione
- Titolo originale: The Healing
- Diretto da: Gwen Arner
- Scritto da: Sara Davidson, Toni Perling

### Trama
Il signor Bray scopre con enorme piacere che la terra in cui Sully e sua figlia avevano costruito la loro casa e che era stata donata loro dalla moglie, è ancora di sua proprietà. Loren decide di vendicarsi e di riprendersi la sua terra, sulla quale ora vive il Dr. Mike con i ragazzi. Mentre Michaela cerca di convincerlo a lasciarle la terra, l'uomo inizia ad accusare fortissimi dolori che crescono giorno per giorno e non intende affatto farsi vedere dal Dr. Mike, ripromettendosi di sopportare silenziosamente. La sua testardaggine lo porta al limite: quando sviene dal dolore proprio in presenza di Michaela, lei lo visita e diagnostica una pericolosa ernia inguinale strozzata che deve essere operata se si vuole evitare che diventi una mortale peritonite. In città si inizia a scommettere sulla sopravvivenza di Loren, ma l'operazione si svolge con assoluto successo e Sully e Colleen fanno da assistenti dando modo alla ragazza di ammirare sempre di più la madre. Nonostante il successo dell'operazione, le condizioni del paziente sono così deboli da richiedere una trasfusione di sangue. Sully si offre volontario, è il suo gesto così spontaneo e disinteressato fa risolvere tutte le vecchie ostilità fra lui e Loren, avvicinandoli in una cosa che li accomuna più di quanto pensino: il dolore per la perdita di Abigail di cui cade l'anniversario proprio in quei giorni.

## Il ritorno di papà
- Titolo originale: Father's Day
- Diretto da: Jerry London
- Scritto da: Beth Sullivan

### Trama
Ethan Cooper, ex marito di Charlotte e padre dei suoi figli, ritorna in città dopo aver abbandonato per diversi anni la sua famiglia. La sua intenzione apparente è di riprenderseli con sé e così il Dr. Mike è costretta ad affrontare l'inevitabile e inaspettata separazione dai bambini appena adottati. L'inaspettata riapparizione di Ethan in città fa nascere in Sully molti dubbi sulle reali intenzioni dell'uomo. I suoi dubbi si concretizzano quando lo stesso Sully coglie Ethan in flagrante a rubare tutti i soldi ottenuti dall'asta e l'intenzione di sparire con il “bottino” senza neanche salutare i suoi figli. Consapevoli della gravità delle colpe dell'uomo e del dolore che Colleen e Brian proverebbero nel saperlo, Sully e Michaela decidono di scrivere e leggere una falsa lettera in cui Ethan spiega ai suoi figli che inderogabili affari lo richiedono altrove, costringendolo a lasciarli di nuovo a Colorado Springs. Solo Matthew saprà che la lettera è falsa in quanto consapevole che il padre non sapeva scrivere. In città intanto fervono i preparativi per l'organizzazione della festa del giorno dei fondatori, per la quale è stata anche indetta un'asta i cui fondi saranno destinati alla costruzione della nuova scuola cittadina. Anche il Dr. Mike decide di donare qualcosa di suo, ponendo all'asta delle sue scorte di vaccino contro il vaiolo. La sua decisione diventa motivo di scontro al circolo di cucito dove un'infuriata Olive spiega a Michaela l'inadeguatezza di una tale donazione.

## Veleno
- Titolo originale: Bad Water
- Diretto da: Chuck Bowman
- Scritto da: Sara Davidson

### Trama
Molti abitanti di Colorado Springs si presentano alla clinica con gravi sintomi di avvelenamento da mercurio. La cosa induce Michaela a persuadere Sully ad accompagnarla al ruscello di montagna dove, secondo il medico, risiede la causa di tutti i problemi della popolazione. Per averne una prova devono riuscire ad avere un campione d'acqua che venga dalla prossimità degli scarichi e per farlo devono affrontare un percorso pericoloso, soprattutto per l'inesperta Michaela. La donna diventa quasi un peso per Sully, che al contrario ha molta esperienza della vita di montagna. Nonostante Michaela si rompa anche un polso, riesce a guadagnarsi il rispetto di Sully, salvandolo da un letale morso di serpente. Dopo molte vicissitudini i due riescono ad avvicinarsi quanto basta per prelevare il campione, ma proprio in quel momento gli uomini del proprietario della miniera li catturano e li fanno prigionieri. Ma il Dr. Mike riesce a convincerlo a chiudere la miniera quando salva suo figlio, gravemente intossicato dall'acqua. In città inizia a diffondersi la preoccupazione per la sorte del dottore e di Sully e viene organizzata una squadra di ricerca composta da Jake, Loren, Hank e Matthew; ben presto però la scombinata compagnia riesce a perdersi, costringendo Matthew a continuare le ricerche da solo. Nel frattempo l'amicizia tra Grace e Robert E. sta diventando molto importante.

## Il ciarlatano
- Titolo originale: The Great American Medicine Show
- Diretto da: Richard T. Heffron
- Scritto da: Toni Perling

### Trama
Nella piccola cittadina arriva il grande show del Dr. Eli, ex chirurgo di guerra che ora viaggia per i territori con il suo compagno e intrattenitore indiano, vendendo un miracoloso elisir di salute creato dalla medicina degli inesistenti indiani “Kickapoo”. Il Dr. Mike non si fida affatto di questo intruglio che si rivela essere niente altro che alcool, e cerca di convincere il riluttante medico esibizionista a tornare alla vera professione medica; l'uomo è stato irrimediabilmente scioccato dagli agghiaccianti spettacoli a cui ha dovuto assistere durante la guerra e non intende assolutamente darle il minimo ascolto. Nel frattempo Myra viene colta da un malore e viene ricoverata alla clinica: il Dr. Mike le diagnostica una pericolosa ciste ovarica. Lei non ha la sufficiente esperienza per fare un'operazione così complicata e richiede quindi l'assistenza del Dr. Eli, riuscendo a convincerlo a prestarsi ad assisterla e guidarla durante il difficile e pericoloso intervento. Horace, che durante la malattia di Myra le è sempre stato a fianco, si decide a chiederle la mano e a sorpresa i due ragazzi si fidanzano. Nel frattempo anche Sully sta cercando di far ritrovare la strada perduta a qualcuno: l'indiano Franklin, compagno del Dr. Eli nello show, è infatti in realtà un indiano Cheyenne, che sopravvissuto non ha più nessuna fiducia nel suo futuro da indiano né per lui né per il suo bambino. Grazie a Sully però capisce che il suo vero posto e le sue vere origini stanno nelle sue radici di Cheyenne e decide di riunirsi alla sua gente.

## La ninna nanna del cowboy
- Titolo originale: A Cowboy's Lullaby
- Diretto da: Chuck Bowman
- Scritto da: Josef Anderson

### Trama
Michaela trova a sorpresa nella sua stalla un uomo e un neonato e dopo l'iniziale spavento lui le chiarisce che non intende farle del male, ma solo prendere un po' di latte per suo figlio che è rimasto senza mamma ed è molto affamato. Il Dr. Mike decide di dare ospitalità all'uomo, Red McCall, il quale dice di essere in cerca di fortuna per poter dare al figlio un futuro dignitoso visto che sarà sempre guardato con pregiudizio dato che la madre era una donna indiana.
Nonostante i suoi buoni propositi, il cowboy una mattina decide di rapinare la drogheria e lasciare il bimbo al Dr. Mike, che si trova così a dover affrontare il difficile compito di cercare una famiglia disposta ad accogliere il piccolo.
Nel frattempo il dottore si deve recare da un paziente di cui non si sa più niente da molto tempo e che abita in una zona molto isolata; l'uomo è stato assalito da un orso e Michaela si trova in pericolo perché l'orso è ancora nei paraggi della capanna. Quando il suo cavallo spaventato fugge, non le rimane altra scelta se non quella di rinchiudersi in casa sperando che la bestia inferocita prima o poi se ne vada. Fortunatamente le viene in aiuto Sully che riesce a rinchiudere nella capanna l'orso e a fuggire con il Dr. Mike. Al suo ritorno in città Michaela decide di tenersi il bimbo, ma Sully riesce ad intercettare McCall, confessandogli che anche lui ha perso la donna che amava e sua figlia appena nata e riesce così a convincerlo di quanto sia fortunato a poter avere almeno ancora il suo bambino. L'uomo ritorna da Michaela per riprendersi il piccolo.

## La leggenda del bisonte bianco
- Titolo originale: Running Ghost
- Diretto da: James Keach
- Scritto da: Beth Sullivan, Ed Burnham, Elaine Newman

### Trama
La città è in subbuglio perché nei piani della ferrovia c'è la possibilità di creare una stazione anche a Colorado Springs. Il primo a subire le conseguenze di tale decisione è Sully, che imbattutosi in cacciatori di professione assunti per abbattere tutti i bisonti rimasti in zona, costringendo così gli indiani ad andarsene, viene brutalmente picchiato nel tentativo di fermarli. Le sue condizioni sono gravi e subisce una paralisi degli arti inferiori contro la quale il Dr. Mike e Nube Che Corre cercano di fare del loro meglio. Nel frattempo in città si presenta un impostore che, spacciandosi come rappresentante sul campo della compagnia ferroviaria, intima ai proprietari cittadini di cedere le loro proprietà in modo da implementare il passaggio ferroviario; ovviamente le sue intenzioni sono tutt'altro che oneste. Anche Horace viene preso di mira da lui, ma resiste alle sue lusinghe, provocando le ire di Hank, che lo minaccia di allungare il contratto di Myra se non si decide a vendere. Fortunatamente la scaltrezza del Dr. Mike riesce a smascherare la truffa in cui tutti i suoi concittadini stavano per cascare. La sua ostinazione riesce anche a dare ottimi risultati nella terapia di Sully che riprende a camminare e, una volta recuperate le energie, intende vendicarsi di Ranking, l'uomo che ha ingaggiato i cacciatori. Il Dr. Mike riesce a fermarlo, giurandogli che se porterà a termine la sua vendetta lei non intenderà più avere niente a che fare con lui. Sully va in cerca del capo dei cacciatori che lo aveva ridotto in fin di vita e lo affronta, lottando e vincendo senza però ucciderlo, quindi sta per andarsene lasciandolo a terra, ma il tizio, mentre Sully è di spalle, sta per colpirlo con un'arma da fuoco. A quel punto interviene, in una visione nebulosa e quasi irreale, un bisonte bianco, che nella leggenda si mostra per proteggere il popolo indiano e le loro mandrie, e incorna a morte il cacciatore. Si avvera così il magico racconto che Sully, in fase di convalescenza dopo la brutale aggressione, aveva fatto a casa di Michaela, a lei e ai ragazzi, su questo bisonte misterioso evocato dalle leggende indiane.

## Il prigioniero
- Titolo originale: The Prisoner
- Diretto da: Chuck Bowman
- Scritto da: Beth Sullivan, Josef Anderson

### Trama
Il generale Custer compie una terribile imboscata al campo indiano, ritornando in città con numerosi feriti e con Nube Che Corre come prigioniero. Custer conferma la sua indole violenta imponendo al Dr. Quinn di curare prima i suoi uomini e solo dopo gli indiani, indipendentemente dalla gravità dei casi. Nube Che Corre viene rinchiuso e incatenato nell'ufficio del telegrafo dopo essere stato interrogato. L'uomo fortunatamente, nonostante i lividi delle violente percosse ricevute, non è in pericolo di vita. L'unico problema per lei e Sully è riuscire a liberarlo dalla sua assurda e immotivata prigionia. L'occasione però arriva quando Custer, distratto a una finta sparatoria in città, lascia la prigione del prigioniero indiano presidiata da un solo soldato di guardia che viene facilmente sopraffatto da Sully. Il piano ben architettato ha successo e Nube Che Corre scappa. Dato che il clima in città è molto teso per la presenza delle truppe di Custer, Olive pensa di rallegrare un po' gli animi organizzando un ballo Hurdy Gurdy, ingaggiando le ragazze del campo degli immigranti come ballerine. Matthew, sempre più infatuato di Ingrid, compra tutti i suoi biglietti; tuttavia durante la serata non riesce a chiederle nessun ballo, lasciando la poverina in lacrime ai bordi della pista da ballo, convinta di non piacere a nessuno; solo allora il giovane riesce a prendere coraggio e a confessarle di avere comprato lui tutti i suoi biglietti, nonostante non sappia ballare, perché gli piace. Al ballo anche un'altra coppia sembra acquistare sempre più sintonia:si tratta di Robert E. e Grace che per tutta la durata del ballo si scambiano sguardi molto profondi.

## Il compleanno
- Titolo originale: Happy Birthday
- Diretto da: Chuck Bowman
- Scritto da: Beth Sullivan, Toni Perling

### Trama
Il compleanno di Michaela si avvicina portando con sé molta tristezza per la festeggiata, molto amareggiata per la sua solitudine e la speranza sempre più fioca di trovare qualcuno che la ami.
A complicare il suo stato d'animo ci si mette anche la perdita di un paziente per una grave infezione del sangue causata da un taglio. Secondo il Dr. Mike il barbiere Jake, che non ha l'abitudine di sterilizzare i suoi rasoi dopo il loro utilizzo, ne sarebbe colpevole. Jake cerca di annegare i suoi sensi di colpa nell'alcool, prendendo una sonora sbornia. Da buon medico il Dr. Mike cerca di far capire al barbiere che deve abbandonare il vizio del bere, ma è consapevole del fatto che deve farcela da solo. La città intanto sembra molto interessata al compleanno della dottoressa: tutti spettegolano sulla sua condizione di single. Michaela non gradisce assolutamente che degli estranei si occupino di faccende così private. I suoi ragazzi cercano di rimediare alla sua solitudine cercandole un accompagnatore per la festa a sorpresa che le è stata organizzata in città e chiaramente pensano a Sully, soprattutto Brian che gli suggerisce l'idea di poter diventare il loro nuovo papà. Alla sua festa, con immensa sorpresa, gli abitanti di Colorado Springs dimostrano al Dr. Mike quanto lei sia importante in città e le regalano una nuova insegna per la clinica. Sully le dona una sacca di cuoio per la sella dove poter riporre tutti i suoi strumenti nelle sempre più frequenti visite a domicilio. Ma la sacca di cuoio non è l'unico regalo che le riserva Sully, che con enorme emozione la bacia aprendo una nuova finestra nel futuro del loro legame.

## Riti di passaggio
- Titolo originale: Rite Of Passage
- Diretto da: Chuck Bowman
- Scritto da: Sara Davidson

### Trama
Matthew annuncia a sorpresa di volere sposare Ingrid, causando non poco malcontento nel Dr. Mike che non la reputa una saggia decisione per lui. Così, per provare che è “uomo”, Matthew chiede a Sully e a Nube Che Corre di poter partecipare a un rito indiano di quattro giorni, in cui in balia della natura e di sé stesso dovrà trovare la sua visione dimostrando così di essere diventato un uomo. Per il Dr. Mike questa decisione è la goccia che fa traboccare il vaso e dopo aver discusso aspramente con Sully, si reca sul luogo del rito decisa ad interromperlo e a far tornare a casa il figlio; la sua determinazione però crolla quando, arrivata al campo, trova Matthew completamente tranquillo e in pace con sé stesso. Intanto la povera Ingrid, già sofferente di asma, si aggrava quando si accorge che il Dr. Mike non intende approvare il matrimonio. In seguito madre e figlio avranno modo di appianare le proprie divergenze: quando Matthew capisce che è meglio rimandare le nozze, Michaela gli dona l'anello che a sua volta ricevette dal suo fidanzato come pegno d'amore prima di andare in guerra.

## Eroi
- Titolo originale: Heroes
- Diretto da: Reza Badiyi
- Scritto da: Toni Perling

### Trama
Colleen prende una sonora cotta per Sully dopo che l'uomo la salva da una carrozza in corsa che sta per investirla; in preda a splendidi sogni romantici, inizia a vedersi come l'eroina del suo romanzo preferito. Per ripetere l'emozione del salvataggio e avere conferma dell'amore di Sully, Colleen si nasconde di proposito nei boschi nell'attesa che l'amato venga a salvarla di nuovo. Purtroppo cala la notte gelida e alla ragazza non rimane altro che cercare un minimo riparo in una miniera abbandonata. Quando viene ritrovata, Colleen è in gravi condizioni di ipotermia e il Dr. Mike deve lavorare per salvarle le mani. Una volta scampato completamente il pericolo, Colleen deve affrontare l'amara realtà: Sully non è affatto innamorato di lei, il suo era solo un dolce sogno romantico. Nel frattempo in città le tensioni razziali giungono al limite quando Hank, che ha forti dolori allo stomaco, incolpa Grace di averlo avvelenato col suo cibo;a causa di ciò, il ristorante gestito da quest'ultima si spopola. Ci penserà il Dr. Mike a chiarire ogni dubbio, scoprendo che la causa del disturbo di Hank va attribuita alla carne cruda che l'uomo ha ingerito senza sapere che conteneva dei parassiti. Il ristorante di Grace può così tornare a essere pieno come prima.

## Salto nel vuoto
- Titolo originale: The Operation
- Diretto da: James Keach
- Scritto da: Beth Sullivan

### Trama
Brian e Sully si trovano in escursione nei boschi quando improvvisamente, senza che Sully possa fermarlo, Brian sale su un albero e cade urtando violentemente il capo. In città Michaela è infuriata con Sully, colpevole secondo lei di non essere stato in grado di prendersi cura del bambino; ma apparentemente Brian non mostra segni di gravi complicazioni. Gli abitanti di Colorado Springs nel frattempo discutono su chi debba essere incaricato di costruire la nuova scuola. Improvvisamente Brian inizia a mostrare sintomi di quella che il Dr. Mike ritiene essere una compressione al cervello, che lo fa peggiorare facendogli perdere la vista e successivamente cadere in coma. Per il Dr. Mike l'unica soluzione è un'operazione molto complicata e difficile, ma nessun specialista è disponibile per farla, portandola così a doverla affrontare lei stessa con l'aiuto di Jake e Grace. L'intera cittadina è unita nella preoccupazioni per la sorte del piccolo Brian e con spirito di collaborazione tutti insieme iniziano a costruire l'edificio scolastico. L'operazione ha successo e la scuola viene costruita in tempo perché Brian possa vederla appena sveglio.

## Il segreto
- Titolo originale: The Secret
- Diretto da: Jerry London
- Scritto da: Toni Graphia

### Trama
Il Dr. Mike e Sully decidono di andare a sincerarsi delle condizioni della vecchia signora Johnson, ma scoprono che la donna è morta. Nascosto in un armadio della casa, i due trovano un ragazzino che sembra non riuscire a parlare. Michaela decide di riportarlo con sé in città, dove è decisa a interrogare la gente per scoprire chi sia quel bambino. All'inizio sono tutti reticenti nel parlarne, ma man mano Michaela scopre che in realtà tutti erano consapevoli della sua esistenza e si tratta di Zack, figlio di una delle ragazze di Hank. Alla morte della madre era stato mandato a vivere con l'anziana signora per poterlo nascondere, visto che non sembrava essere “normale”. L'ostinazione del Dr. Mike la spinge ad indagare più a fondo, portando a galla la verità: Zack è in realtà figlio di Hank, il quale secondo lei dovrebbe definitivamente affrontare le sue responsabilità di padre.
Michaela cerca in ogni modo di curare Zack, ma l'unico che sembra capace di comunicare con lui è Brian, il quale scopre che il bambino ha forti potenzialità artistiche. Quando involontariamente Brian mostra uno dei disegni del povero orfano, tutti pensano che sia suo nonostante si affanni a cercare di fare capire a tutti che il lavoro è in realtà di Zack. In seguito sarà proprio Hank a dimostrare che è suo figlio l'autore dei disegni provandolo con un ritratto della madre donatogli dallo stesso Zack. Alla
fine l'uomo tanto burbero accetta la paternità e con molto orgoglio decide di iscrivere il figlio ad un importante scuola d'arte a Denver.

## Il ritratto
- Titolo originale: Portraits
- Diretto da: Chuck Bowman
- Scritto da: Josef Anderson

### Trama
Daniel Watkins, un famoso fotografo di guerra, arriva a Colorado Springs. Molto presto Michaela scopre che l'uomo è affetto da una grave forma di diabete che lo sta facendo diventare cieco. Il Dr. Mike gli suggerisce di iniziare subito una cura, ma l'uomo non ne vuole sapere. Tuttavia Il fotografo propone agli abitanti della città di farsi ritrarre prima che la sua vista lo abbandoni del tutto e questo scatena un dibattito molto aspro su chi debba essere ritratto in foto, a causa delle discriminazioni verso le altre etnie stanziatesi nel villaggio e nei dintorni: i residenti bianchi non vogliono stranieri ritratti insieme a loro.
Nella clinica del Dr. Mike viene ricoverata la madre di Horace, gravemente malata; Horace le comunica di essere fidanzato ma quando la donna scopre che la sua futura nuora è una ragazza del saloon nega decisamente la sua benedizione. In seguito Myra riesce a convincerla che l'amore che prova per Horace è onesto e pulito, convincendola così ad acconsentire alla loro relazione. L'episodio si chiude con un'ultima foto scattata da Watkins che riprende dall'alto tutti gli abitanti, nessuno escluso. 